# Frederic Thesiger, 1. Baron Chelmsford

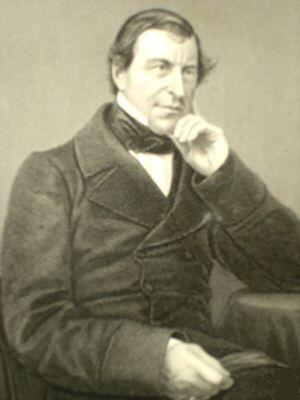
Frederic Thesiger, 1. Baron Chelmsford

Frederic Thesiger, 1. Baron Chelmsford (* 25. April 1794 in London; † 5. Oktober 1878 ebenda) war ein britischer Jurist und Politiker.

## Leben
Er war der dritte Sohn von Charles Thesiger († 1831) aus dessen Ehe mit Mary Anne Williams. Sein Vater war als Zolleinnehmer auf der Karibikinsel St. Vincent zu Wohlstand gekommen. Dessen Bruder Captain Frederic Thesiger († 1805) diente als Aide-de-camp unter Lord Nelson in der Seeschlacht von Kopenhagen.
Frederic Thesiger sollte zunächst ebenfalls eine Marinekarriere machen. Er trat 1807 in die Royal Navy ein und nahm im selben Jahr als Midshipman an der Bombardierung von Kopenhagen teil. Nachdem seine älteren Brüder jedoch beide verstarben und klar war, dass er das väterliche Vermögen erben werde, studierte er Jura und wurde 1818 an der Gray’s Inn als Barrister zugelassen. 1824 wechselte er an den Inner Temple. Der väterliche Landsitz auf St. Vincent war zwischenzeitlich durch einen Ausbruch des Vulkans Soufrière, 1812, vollständig zerstört worden, so dass Thesiger in Großbritannien blieb. Thesiger machte sich in der Folgezeit als Rechtsanwalt einen Namen und übernahm eine Vielzahl von spektakulären Strafverteidigungen. 1834 wurde er zum King’s Counsel ernannt.
Ab 1840 an war Thesiger Mitglied des House of Commons, von 1840 bis 1844 als Abgeordneter für Woodstock in Oxfordshire, 1844 bis 1852 für Abingdon in Oxfordshire und 1852 bis 1858 für Stamford in Lincolnshire. 1844 wurde er zum Solicitor General berufen, im folgenden Jahr zum Attorney General. 1844 wurde er als Knight Bachelor („Sir“) geadelt und 1845 als Fellow in die Royal Society aufgenommen. 1846 schied er mit der Regierung aus dem Amt und nahm seine Anwaltstätigkeit wieder auf, seinen Parlamentssitz behielt er jedoch. Von Februar bis Dezember 1852 war er erneut Attorney General.
Unter der Regierung von Lord Derby wurde er 1858 zum Lordkanzler ernannt und gleichzeitig als Baron Chelmsford zum erblichen Peer erhoben. Er wurde dadurch Mitglied des House of Lords und schied aus dem House of Commons aus. Er verlor das Amt des Lordkanzlers schon im selben Jahr, als die Regierung zurücktreten musste, und hatte dieses Amt von 1866 bis 1868 erneut inne. Er hielt 1876 letztmals eine Parlamentsrede im House of Lords und starb zwei Jahre später, im Alter von 84 Jahren, in London.
Frederic Thesiger war seit 1822 Anna Maria Tinling (1799–1875) verheiratet, mit der er vier Söhne und drei Töchter hatte. Sein ältester Sohn und Erbe des Titels, Frederic Augustus Thesiger, 2. Baron Chelmsford, war britischer Oberbefehlshaber im Zulukrieg.